# 威風堂々 (ゆずの曲)
「威風堂々」（いふうどうどう）は、2003年に発表されたゆずによる日本ラグビー応援ソング。2004年には試合会場および通信販売限定シングルとして発売された。

## 解説
高校時代にラグビー部でスクラムハーフとしてプレー経験のある岩沢厚治が日本ラグビー協会から依頼を受けて制作し、2003年10月のラグビーワールドカップ2003日本代表壮行会の会場で初披露された。
パッケージ作品としては、2004年9月18日・19日にジャパンラグビートップリーグ開幕戦会場にて先行発売された。その後も一般のCDショップなどでは流通せず、トップリーグの試合会場で追加販売されたほか、2004年12月にはゆずのファンクラブ「ゆずの輪」でも通信販売された。現在は販売は終了したが、関西ラグビーフットボール協会の通販などで手に入れることはできる。
以後もラグビーの各種試合会場で流れているほか、日本テレビでのラグビーワールドカップ2007の中継番組イメージソングにも使われた。
ゆず公式サイトのディスコグラフィーにはシングルとして記載されているが、「○thシングル」というナンバリングはされておらず他のシングル作品とは区別されている。

## 収録曲
1. 威風堂々 (4:10)
  - 作詞・作曲：岩沢厚治